# Текстурный атлас

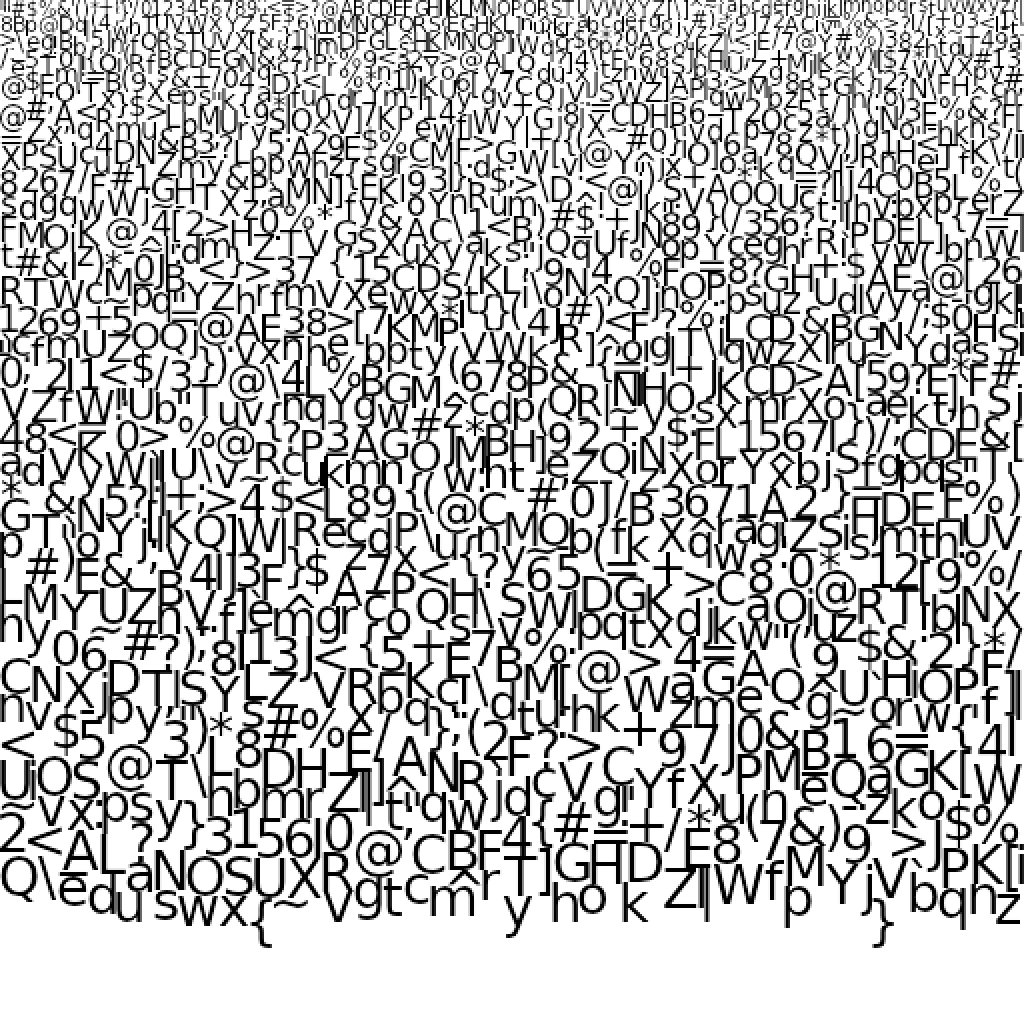
Пример текстурного атласа, содержащего символы

В компьютерной графике реального времени, тексту́рный а́тлас (англ. Texture atlas) — это изображение, содержащее набор (или «атлас») под-изображений, каждое из которых является текстурой для некоторого 2D или 3D объекта. Под-текстуры отображаются на объект, используя UV-преобразование, при этом координаты в атласе задают, какую часть изображения нужно использовать. В приложениях нередко используется множество маленьких текстур, причём переключение с одной текстуры на другую является относительно медленным процессом. Поэтому в подобных ситуациях бывает целесообразно применение одного большого изображения вместо множества маленьких.
Например, в играх с tile-графикой можно получить хороший выигрыш в скорости вывода картинки.
Атласы могут содержать как под-текстуры одинаковых размеров, так и под-текстуры отличающихся размеров (обычно, являющихся степенью двойки). Для составления атласов используются как программы-генераторы, так и ручное составление. При использовании MIP-текстурирования необходимо предусмотреть, что под-текстуры должны быть расставлены таким образом, чтобы не возникало ситуации, когда одна из них «залезает» на другую.